# Філософський факультет Львівського національного університету імені Івана Франка
Філософський факультет — структурний підрозділ Львівського національного університету імені Івана Франка. Деканом факультету є Людмила Віталіївна Рижак. Факультет є одним із найстаріших в університеті. Його було створено 1661 року. Після колапсу СРСР філософський факультет було відновлено в 1992 р. Сьогодні на філософському факультеті готують фахівців із філософії, політології, психології та культурології за освітньо-кваліфікаційними рівнями «бакалавр», «спеціаліст» і «магістр». На факультеті діють кафедри історії філософії, філософії, психології, теорії та історії культури, політології, теорії та історії політичної науки, працює близько ста викладачів, серед яких 15 професорів та докторів наук, понад 70 доцентів та кандидатів наук.

## Історія
Філософський факультет має давню історію, яка розпочинається з 1661 року. Саме тоді Єзуїтський колегіум було перетворено в університет із двома відділами: теологічним та філософським. У той час на філософському відділенні навчалось біля двохсот студентів. Програма була укладена за зразком навчальних програм єзуїтських шкіл 16 століття, а відчутні зміни були внесені лише в 18 столітті. В основу цієї програми було покладено систему Арістотеля, що була сукупністю логіки, фізики та метафізики. Крім цього на відділенні викладали історію, географію, грецьку та латинську мови. Навчання тривало три роки, а після закінчення навчання на філософському відділенні студенти могли продовжувати навчання на теологічному відділенні.
В середині 18 століття на факультеті було відкрито кафедру математики, як окремі предмети стали викладати польську, французьку, німецьку мови, географію та історію. Після ліквідації ордену єзуїтів в 1773 році факультет призупинив діяльність, було закрито й університет. Його було відновлено в 1784 році за декретом австрійського імператора Йосифа ІІ. У структуру, поряд з юридичним, медичним та теологічним, входив і філософський факультет. Тут філософія мала роль підготовчих студій до трьох інший «вищих» факультетів. На першому році вивчали логіку, «чисту» математику, загальну й природну історію та дипломатію; на другому — фізику, прикладну математику і далі загальну історію; на третьому — метафізику, натуральну теологію й етику, загальну історію, нумізматику, естетику, практичну математику, геометрію і технологію.
Першим деканом філософського факультету відновленого університету став Ігнацій Юзех Мартинович (1755—1795), автор 2-томного підручника з експериментальної фізики. З викладачів філософських дисциплін слід згадати Петра Лодія (1764—1829), послідовника філософії Канта й автора підручників «Метафізика» та «Логічні настанови» Ігнаца Яна Гануша (1812—1869), професора класичної філології та естетики Віктора Вацлава Гана (1763—1816). Протягом 19 століття на філософському факультеті щороку навчалось від 80-ти до 180-ти студентів. Серед їх числа були відомі діячі української культури та політики Я. Головацький, І. Франко, М. Павлик, О. Терлецький, В. Навроцький. В 1924 році філософський факультет було поділено на гуманітарний і природничо-математичний. Перша половина 20 століття на філософському факультеті Львівського університету була пов'язана з іменами учня Брентано, представника аналітичної філософії Казимира Твардовського (1866—1938), учня та критика Едмунда Гуссерля феноменолога Романа Інгардена (1893—1970).
Після Другої Світової війни філософський факультет було закрито, натомість було створено лише одну кафедру філософії. У різні роки кафедру очолювали професори А. С. Брагінець, Б. Т. Кубланов, Т. Я. Старченко, А. І. Пашук. Викладачами кафедри проводились дослідження в галузі історії філософії, методології та логіки наукового пізнання.
В 1992 році філософський факультет було поновлено. У нього увійшли кафедри філософії, психології, історії та теорії культури, політології, було створено кафедру історії філософії. Першим деканом відновленого факультету був професор Андрій Пашук, другим — Володимир Мельник, чинним — Людмила Рижак. Зараз на факультеті працюють майже 100 викладачів, навчається близько 1000 студентів та аспірантів. Для читання окремих курсів запрошуються викладачі з Канади, Сполучених Штатів Америки, Німеччини, Австрії, Польщі, Чехії, Ізраїлю, а також відомі політичні та громадські діячі України.

## Кафедри
Зараз на факультеті працює 6 кафедр:

### Кафедра історії філософії
Завідує — доцент Дахній А. Й.
Кафедра історії філософії утворена 1995 року в результаті зміни структури філософського факультету. Її першим завідувачем був доктор філософських наук, професор Андрій Пашук.
За час існування кафедра підготувала понад 30 курсів та спецкурсів, зокрема нормативні курси: "Історія античної філософії", "Історія філософії Середніх віків", "Історія філософії Нового часу (XVII — початок ХІХ ст.)", "Історія зарубіжної філософії Новітнього часу (ХІХ–ХХ ст.)", "Історія української філософії", "Історія науки і техніки", "Філософська антропологія", "Історія філософії (для нефілософських факультетів)", "Логіка", "Історія мистецтва".
На кафедрі історії філософії досліджували такі наукові теми: "Історія філософської думки в Україні: традиції та перспективи розвитку" (1999—2006), "Концептуальні засади філософської думки в Україні" (2007—2009), "Основні проблеми становлення та розвитку української філософської думки" (2010—2015), "Історія української філософії в контексті європейської духовної культури" (2016—2018).
Викладачі кафедри є авторами численних монографій, статей, навчальних посібників, методичних рекомендацій. Основні наукові праці викладачів кафедри: "Українська церква і незалежність України" (А. Пашук, Львів, 2003); "Філософський світогляд Івана Франка" (А. Пашук, Львів, 2007); "Нариси з історії філософії середніх віків" (А. Пашук, Львів, 2007); "Нариси історії античної філософії" (В. Кондзьолка, Львів, 1993); "Історія середньовічної філософії" (В.Кондзьолка, Львів, 2000), "Лекції з історії філософії" (І. Захара. Львів, 1997), "Академічна філософія України" (І. Захара, Львів, 2000); "Логіка. Пізнання. Евристика" (Н. Карамишева. Львів, 2002); "Логіка" (Н. Карамишева. Львів, 1998); "Логіка теоретична і прикладна" (Н. Карамишева. Львів, 2011); "Логіка і правознавство" (Н. Карамишева. Львів, 2012); "Історія філософії (курс лекцій)" (У. Хамар, Львів,2008); "Світ філософії (практикум з історії філософії)" (У. Хамар, В. Кондзьолка, Львів, 2008).

### Кафедра політології
Завідує — доцент Поліщук М. В.
Кафедра політології заснована в 1990 р. як загальноуніверситетська, з 1996 р. перебуває у складі філософського факультету Львівського національного університету імені Івана Франка. У 1997 р. на філософському факультеті відкрито спеціальність «Політологія» і кафедра стала випускаючою. Розширення кафедри зумовило її поділ у 2007 р. на кафедру політології та кафедру теорії та історії політичної науки. Сьогодні навчання відбувається за освітньо-кваліфікаційними рівнями «бакалавр», «спеціаліст» та «магістр». Підготовка майбутніх фахівців здійснюється за спеціалізацією «політичні інститути та процеси». Випускники одержують спеціальність «Політолог-викладач. Магістр політології».
Першим завідувачем кафедри був доктор історичних наук, професор Української академії політичних наук Семків О. І. (1990—1996 рр.). З 1997 р. кафедру очолює кандидат філософських наук, доцент Поліщук М. В. На кафедрі працювали: доктор політичних наук, професор Денисенко В. М., кандидат філософських наук, професор Світа Г. М., кандидат філософських наук, професор Кухта Б. Л., кандидат історичних наук, доцент Остудін В. І., кандидат політичних наук, доцент Ржевська Н. Ф., доктор філософських наук, професор Колодій А. Ф., кандидат політичних наук, доцент Старецька Л. І., кандидат політичних наук, доцент Угрин Л. Я. Сьогодні на кафедрі працюють професор Романюк А. С., доценти Поліщук М. В., Шурко О. Б., Скочиляс Л. С., Мандзій Л. С., Четверікова Л. О., Литвин В. С., Сліпецька Ю. М., Була С. П., асистенти Панарін А. С., Осадчук І. Ю., Зубрицька Д. М. Кафедра політології у своєму розвитку завдячує постаті Юрія Романовича Шведи — знаного науковця та педагога і просто цікавої особистості, — який працював на кафедрі упродовж 1991—2016 рр.
Для забезпечення навчального процесу викладачами кафедри різного часу написано такі праці: «Соціально-політичні проблеми сучасного суспільства» (О. Семків, В. Денисенко, Б. Кухта та ін. К., 1991); «Основи політології» (за ред. Б. Кухти. Львів; К., 1991, 1992); «Політологія» (за ред. О. Семківа. Львів, 1993; 1994); «Короткий політологічний словник» (Б. Кухта, А. Романюк, М. Поліщук та ін. Львів, 1994); «Хто є хто в європейській та американській політології» (Б. Кухта, А. Романюк, М. Поліщук. Львів, 1995); «Політологія. Кінець ХІХ ст. — перша половина ХХ ст.: Хрестоматія» (за ред. О. Семківа. Львів, 1996); «Філософія політики» (В. Денисенко. Львів, 1999); «Історія західної політичної науки (Новий час)» (В. Денисенко. Львів, 1999); «Теорія демократії» (Г. Світа. Львів, 2001); «Партії та партійна система України» (Ю. Шведа. Львів, 2001); «Політична наука. Словник: категорії, поняття, терміни» (Б. Кухта, А. Романюк, Л. Старецька та ін. Львів, 2003); «Теорія політичних партій та партійних систем» (Ю. Шведа. Львів, 2004); «Політичні партії: Енциклопедичний словник» (Ю. Шведа. Львів, 2005); «Політична еліта: історія та теорія» (Л. Мандзій, О. Дащаківська. Львів, 2009); «Політологія: начальний практикум» (І. Киянка, М. Поліщук. Львів, 2010); «Вибори та виборчі системи. Європейські стандарти та досвід для утвердження демократії в Україні» (Ю. Шведа. Львів, 2010); «Партії та вибори: енциклопедичний словник» (Ю. Шведа. Львів, 2010); «Історія політичних вчень: політичні доктрини ХХ — XXI ст.» (А. Романюк. Київ, 2011); "Читанка-посібник «Громадянська освіта» (М. Поліщук, Б. Киянка, М. Буник. Львів, 2011); «Політичні партії у виборах: теорія та практика виборчої кампанії» (Ю. Шведа. Львів, 2012); «Технологія виборчої кампанії. Основи електорального маркетингу та менеджменту» (Ю. Шведа. Львів, 2013); «Політична регіоналістика» (Ю. Сліпецька. Львів, 2014); «Соціальна політика» (Л. Четверікова. Львів, 2014); «Політичні режими сучасності: інституційні та процесуальні виміри аналізу» (В. Литвин. Львів, 2014); «Політичні інститути країн Центрально-Східної Європи: порівняльний аналіз» (А. Романюк, В. Литвин, Н. Панчак-Бялоблоцка. Львів, 2014); «Вибори від А до Я. Настільна книга менеджера виборчої кампанії» (Ю. Шведа. Львів, 2014) тощо.
Головними напрямами наукових досліджень кафедри політології є такі: етнокультурні чинники політичного процесу в Україні (М. Поліщук); місцеве самоврядування, локальна демократія (С. Була); порівняльний аналіз політичних систем країн Європи (А. Романюк); політична культура, політична іміджелогія (О. Шурко); партії та партійна система, вибори та виборча система України (Ю. Шведа); дослідження діяльності парламентських фракцій, регіональна політика (Л. Скочиляс); дослідження процесу елітотворення в Україні (Л. Мандзій); політична ідеологія, соціальна політика (Л. Четверікова); порівняльна політологія, політичні партії, вибори та виборчі системи, форми та системи правління, політичні режими та політичні інститути (В. Литвин); політична регіоналістика, дослідження політичних систем країн Центрально-Східної Європи (Ю. Сліпецька); пострадянські політичні системи й інститути (І. Осадчук); політична комунікація (Д. Зубрицька); політична стабільність та системи правління (А. Панарін) тощо. Кафедра виконує наукову тему «Політичний процес в Україні у контексті світового досвіду». У цьому ракурсі опубліковано близько 500 наукових праць, зокрема: «Іван Франко: немарксистські погляди» (О. Семків. Львів, 1996); «Проблеми раціоналізму та ірраціоналізму в політичних теоріях Нового часу Європейської історії» (В. Денисенко. Львів, 1997); «Аксіологія динаміки політичних процесів» (В. Денисенко, В. Климончук. Львів, 2005); «Опозиційна особистість. Друга половина ХХ ст.» (Т. Батенко. Львів, 1997); «Прелюдія Путіна. Перебудова в Кремлі» (Т. Батенко. Львів, 2001); «Політико-правові засади фінансування політичних партій: світовий досвід та Україна» (А. Романюк, Ю. Шведа, О. Шумельда. Львів, 2003); «Порівняльний аналіз політичних систем країн Західної Європи» (А. Романюк. Львів, 2004), «Партії та електоральна політика» (А. Романюк, Ю. Шведа. Львів, 2005), «Сучасна парадигма метасоціального інституту: історико-теоретичні виміри соціальної держави» (Л. Четверікова, Ю. Привалов. Львів, 2007) та низку інших. При кафедрі діє денна та заочна аспірантура та докторантура за спеціальністю «політичні інститути та процеси». За роки існування здобувачами кафедри захищено низку докторських та кандидатських дисертацій. Щорічно на кафедрі проводять звітні наукові конференції, методологічні семінари. Крім того, періодично проводять міжнародні та всеукраїнські конференції, видають їхні матеріали. Кафедра політології співпрацює з ученими зарубіжних політологічних центрів та університетів Альберти (Канада), Канзасу (США), Люблін, Кракова, Вроцлава та Кутно (Польща), Вищої школи міжнародних відносин у Лодзі (Польща), а також провідних вищих навчальних і наукових закладів України (Києво-Могилянська Академія, Київський національний університет імені Тараса Шевченка, Донецький національний університет, Інститут політичних та етнонаціональних досліджень імені І. Ф. Кураса НАНУ, Ужгородський національний університет тощо). Співпраця здійснюється у таких напрямках: проведення наукових конференцій, семінарів, рецензування авторефератів, кандидатських та докторських дисертацій, підготовка монографій, підручників та навчальних посібників, обмін навчально-методичною літературою, участь у спільних наукових дослідженнях.
Також кафедра політології співпрацює з зарубіжними науковими установами, зокрема з: Міжнародним Вишеградським Фондом (Словаччина); Вищою школою міжнародної господарки (Кутно, Польща); факультетом політології і міжнародних відносин Ягеллонського університету (Краків, Польща) тощо. Як наслідок цього, здійснюється спільне з Вищою школою міжнародної господарки (Кутно, Польща) видання піврічника «Studium Europy Środkowej i Wschodniej» та інших наукових праць. Крім того, кафедрою політології (координатори професор Романюк А. С. і доцент Литвин В. С.) реалізовується Проект у рамках Вишеградського гранту університетського навчання (Visegrad University Studies Grant) та Програми «Східне партнерство» (Visegrad 4 Eastern Partnership Program).
При кафедрі політології Львівського національного університету імені Івана Франка в 1994 р. на громадських засадах було створено Центр політичних досліджень. Одним із головних завдань діяльності Центру є залучення світового та українського досвіду політичного аналізу до вивчення політичних процесів в Україні та, зокрема, Галичині; формування громадянської політичної культури різних верств суспільства регіону; налагодження постійної співпраці між державними, політичними та науковими (академічними і недержавними) інституціями регіону, а також міжрегіональної співпраці в царині політичних наук. Центр працює над систематичним вивченням громадської думки з широкого спектра політичних питань; проведенням наукових досліджень із проблем влади, партійно-політичної структуризації українського суспільства, міжнаціональних та міжетнічних відносин, національної безпеки, а також перспектив інтеграції України у світове співтовариство; проведенням науково-теоретичних та науково-практичних конференцій із проблем, що входять до переліку спеціалізації Центру; проведенням прикладних досліджень із проблем регіональної та загальноукраїнської політики; організацією та проведенням семінарів, шкіл з метою поширення і популяризації політичної та громадянської освіти з особливим акцентом на студентське та молодіжне середовище; здійсненням поточного обміну інформацією між дослідницькими структурами України та світу; експертною та аналітичною підтримкою діяльності мас-медіа, громадських, політичних та державних структур; видавничою діяльністю у сфері політичних наук, загалом суспільно-гуманітарних дисциплін і зокрема тих, які безпосередньо лежать у площині розвитку громадянського суспільства.
Також при кафедрі політології створено Асоціацію молодих політологів. Студенти-політологи регулярно беруть участь і виборюють призові місця на Всеукраїнських олімпіадах з політології. Студенти кафедри політології є активними учасниками наукових конференцій, семінарів різних рівнів.
Кафедра забезпечує викладання навчальних курсів: політологія, історія зарубіжних політичних вчень, політична географія і геополітика, зовнішня політика зарубіжних країн та України, аналіз соціальних систем, загальна теорія політики, політична регіоналістика, історія та теорія політичних партій, політичні еліти і політичне лідерство, політична соціологія, методика викладання соціально-політичних дисциплін, політична влада, псефологія, політична культура і психологія, політичний аналіз і прогнозування, місцеве самоврядування, політична ідеологія, соціологія громадської думки, соціальна політика, порівняльна політологія, політичні інститути: кількісні виміри аналізу, політичні режими сучасності, форми та системи державного правління, політичні проблеми соціального управління, політичні конфлікти, політична іміджелогія, політична комунікація, технологія виборчої кампанії, ЗМІ і політика тощо.
Кафедра забезпечує викладання навчальних курсів: політологія, історія зарубіжних політичних вчень, політична географія і геополітика, зовнішня політика зарубіжних країн та України, аналіз соціальних систем, загальна теорія політики, політична регіоналістика, історія та теорія політичних партій, політичні еліти і політичне лідерство, політична соціологія, методика викладання соціально-політичних дисциплін, політична влада, псефологія, політична культура і психологія, політичний аналіз і прогнозування, місцеве самоврядування, політична ідеологія, соціологія громадської думки, соціальна політика, порівняльна політологія, політичні інститути: кількісні виміри аналізу, політичні режими сучасності, форми та системи державного правління, політичні проблеми соціального управління, політичні конфлікти, політична іміджелогія, політична комунікація, технологія виборчої кампанії, ЗМІ і політика тощо.

### Кафедра психології
Завідує — професор Грабовська С. Л.
Зародження психології у Львівському університеті відбувалося у незвичайний час. Була це епоха народження так званої наукової психології. Конкретизувати часовий аспект цього процесу дуже важко. Сьогодні у всіх підручниках з психології вказується дата виникнення науки психології як рік заснування першої психологічної лабораторії — 1879. Сам творець експериментальної психології — Вільгельм Вундт — не визнавав цієї дати ні за дату утворення психологічної лабораторії в Лейпцигу, ані за дату зародження нової епохи в психології. Це був період розвитку нових ідей, психологічних починань, коли найточнішими часовими координатами були межі «від і до».
Перші викладачі психології у Львівському університеті жили і працювали у цей час. Це час відшукування психологією наукової своєрідності, виокремлення від філософії, фізіології, фізики. «Нова» психологія замінювала «стару» і все це відбувалося на переломі ХІХ і ХХ століття. В цей період народжувались нові психологічні школи, галузі психології, університетські психологічні студії, виникали нові методи пізнання психіки людини. В цей час у багатьох вчених і науковців психології у Львівському університеті кристалізувались психологічні погляди.
Перший доцент психології Львівського університету Юліан Охорович. Кілька плідних наукових років праці він віддав нашому університету. З 1875 р. по 1882 р. — він є приватним доцентом психології і філософії природи на філософському відділі Львівського університету. У віці 25 років він став одним з перших у Європі доцентом емпіричної психології. В програму його лекцій були включені теоретична, індуктивна, прикладна та кримінальна психологія, патогноміка, психологія творчості, психологія історії та цивілізації, етнопсихологія, філософія фізики, історія філософії природи та теорія вражень. Львівський період був дуже плідним в кар'єрі Ю. Охоровича: він брав активну участь у суспільному і науковому житті міста, друкувався в газетах і журналах, займався літературою (писав вірші), редагував журнал «Нива», виступав на з'їздах і конференціях. Саме у Львові, Охорович розробив проект програми Першого Міжнародного конгресу психологів. На львівський період припадає інтенсивний розвиток наукової творчості Ю. Охоровича в рамках психології і педагогіки. Так, наприклад, в періодичних виданнях «Szkola» в 1880 році виходять його дослідження про амбіції. Ю. Охорович здійснює аналіз генезису і природи амбіції, слушно зауважуючи, що такого типу питання можуть бути дуже важливі для вивчення і впровадження методів виховання молоді. У цих же роках, у Львівському університеті, Ю. Охорович інтенсивно проводить фізичні дослідження разом з інженерами Абакановічем та Бодашевським. Вони працювали над створенням пристроїв, що уможливлювали пересилання, перенесення образів на значну віддаль. Це була робота над вивченням психології трансформації образів. У Львівський період, статті Охоровича друкувалися і за кордоном, він виступав на конференціях, виставках, за це отримував визнання і нагороди. В 1878-80 р.р. вчений робив дослідження і записи про відомих йому людей науки, культури, освіти. Це були психологічні портрети. Втративши надію на отримання посади професора у Львівському університеті, Ю. Охорович переїжджає у Париж де живе і плідно працює з 1882 по 1892 роки. Цікаво, що на вивільнене місце в університеті був прийнятий не новий викладач психології, як би ми собі припускали, а доцент історії. Після того, як Ю. Охорович переїхав у Францію за кілька років з'явився фундатор Львівсько-варшавської філософської школи К. Твардовський, який продовжив історію психології у Львівському університеті.
Коли у 1895 році 29-літній професор Казимир Твардовський розпочав свою наукову діяльність на кафедрі філософії у Львівському університеті, очоливши її, то це також стало визначальною подією не тільки для розвитку філософії, а також і наукової психології. В 1898—1899 академічних роках він здійснював перші лекційні виклади експериментальної психології «Про зорові (оптичні) ілюзії», у поєднанні з практичними демонстраціями. З того часу розпочалася боротьба з владою, з міністерствами за створення і дотації на психологічну лабораторію. Хоча ця боротьба тривала до 1907 року, на думку деяких істориків психології можна стверджувати, що час зимового семестру 1898—1899 а. р. слід визнати за дату закладення фундаменту першої експериментальної лабораторії у Львівському Університеті. Найперше тому, що це стверджував сам К. Твардовський. В офіційному листі до редакції «Przegląd Filozoficzny» (1904 р.) щодо створення у Кракові психологічної лабораторії, К. Твардовський писав «є фактом те, що у Львівському університеті відбувалися вже давніше виклади і вправляння з дослідницької психології. Вправляння ці займали дослідження, зв'язані з спостереженням відчуттів і також пам'яті…». Учень К. Твардовського В. Вітвіцький у своїх спогадах писав, що Львівська психологічна лабораторія функціонувала саме на психологічних, а не на фізіологічних засадах. Що досліджувалися змінні психологічні і здійснювався їхній аналіз згідно вимог саме психології, а Твардовський ні на мить не заміняв описи і аналіз дослідницьких даних на статистику фізіологічних реакцій досліджуваних. Зустріч Твардовського з В. Вундтом у 1892 році у Лейпцизькій лабораторії, також спілкування з К. Штумпфом, спонукало утворення львівської психологічної лабораторії (працовні), потім перейменованої і перетвореної у Заклад Психології (1920 р.) під керівництвом Твардовського. Перші психологи Львівського університету встановлювали особистісний контакт з видатними науковцями того часу з царини психологічної. Зазвичай це ініціювалося і підтримувалося К. Твардовським. Найперше, це дослідницька практика у лабораторії В. Вундта. Так, наприклад, про своє «наукове стажування» у Лецпцизі В. Вітвіцький писав до Твардовського: «Особисто до Вундта боюсь іти, бо маю передчуття, що мене не прийме за браком місця…» (писав 20.04 1902р). А вже в наступному листі зазначав «Був сьогодні рано у Вірта… І Вірт, і Вундт знають, що у Львові утворюється психологічна лабораторія і, що я вже з цього щось повинен розуміти, але то нічого не допомогло. На наступне півріччя могли б дати мені працю в лабораторії, але не хочуть дати. Скоріш за все приймуть мене до інституту і дадуть можливість слухати лекції д-ра Вірта, який мене познайомить з всією апаратурою і детально з цілою лабораторією. Буду мати можливість сидіти і дивитись на те, як інші працюють, тільки би самому не працювати. Так зранку мені говорив Вірт, а по полудню те саме казав і Вундт». Однак, остаточно Вітвіцький міг брати участь в роботі лабораторії як досліджуваний. В наступному листі Твардовському (27.04.1902 р.) вчений пише: "Був учора на першому, вступному засіданні в лабораторії Вундта. У них там є 13 лабораторних робіт і біля 30 людей, що беруть у них участь. Теми переважають з оптики і акустики. Кожну роботу здійснює один, а інші допомагають йому як посередники. Отож я буду брати участь у двох таких роботах. Одну роботу буде проводити д-р Вірт і його цікавить кількісне визначення контрастів при зорових відчуттях … і другу … Німець, який досліджуватиме зміну тиску в артеріях під впливом емоцій за допомогою плетизмографа… ". Твардовський для започаткування дослідницької психології у Львівському університеті дуже багато взяв у В. Вундта. Але вундівська модель управління психологією не стала для Твардовського єдиною моделлю. Він, шануючи лейпцизьку школу, проявляв великий інтерес до наукових поглядів Ф. Брентано. Пробрентанівський напрямок мав переважаючий вплив на психологічні погляди Твардовського та його спосіб керування наукою у Львівському університеті. К. Твардовський був переконаний, що все, що тільки може становити філософську проблему, є психологічним явищем, має в основі психічне. На його думку, психологія така наука, яка дає розв'язання багатьох філософських проблем.
Цієї думки дотримувалися і учні К. Твардовського, наступники у наукових пошуках, їх у нього було чимало. Психологією зокрема займався такий учений як В. Вітвіцький. З 1904 року приватний доцент філософії у Львівському університеті. З 1911 по 1915 роки працює за кордоном, а потім повертається у Львів, де працює в університеті до 1919 року. Науковим досягненням Вітвіцького стала теорія кратизму, яка в багатьох пунктах збігалася з поглядами А. Адлера. В основі цієї теорії лежала думка про те, що в людини існує інстинктивне прагнення до міцності, яке розвиває чотири основні емоційні положення і форми компенсації: схильність до підвищення чи пониження, яка спрямована або на інших або на самого себе. З цих основних схильностей В. Вітвіцький виводить різнорідні емоційні стосунки між людьми, які формуються на основі почуття спільності (повага, честь, захоплення, любов, дружба) або навпаки боротьби (зневага, ненависть, гордування, заздрість). Теорію кратизму В. Вітвіцький застосував також при вивченні питань художньої творчості. В. Вітвіцький мав науковий інтерес до релігії. Програму викладів психології доповнював психологічним аналізом Старого і Нового Завітів. Релігійні переживання людей досліджував у психологічних експериментах. Він прийшов до висновку, що у справах віри в людей перестають діяти логічні, етичні та естетичні почуття. В. Вітвіцкий був гарним художником. Є відомим портрет К. Твардовського, мальований його рукою. Окрім психології, філософії, він вів також курс малюнка й фотографії, навчав різьбі, столярству і токарству. Студентам рекомендував вивчати фізику, хімію, логіку, історію та інші галузі науки.
У К. Твардовського послідовником у вивченні та викладанні психології був М. Кройц. У Львівському університеті в 1924 році він здобув ступінь доктора філософії, захистивши дисертацію «Про складності прагнень». З осені 1925 по березень 1926 року він перебував за кордоном — у психологічних інститутах Берліна, Лейпцига, Франкфурта-на-Майні, Гамбурга й Парижа. Згодом, працюючи вчителем у гімназіях м. Львова, М. Кройц розпочав викладацьку і дослідницьку діяльність у Львівському університеті. На психологічному відділенні філософського факультету він проводив заняття з експериментальної психології. Поза тим, М. Кройц читав студентам ще теоретичний курс психології. У 1928 році Мечислав Кройц як доцент Львівського університету спочатку посідав посаду заступника професора кафедри психології, а надалі (після К. Твардовського) виконував обов'язки керівника психологічного інституту і працював так впродовж шести років. За цей період часу вчений показав себе, як чудовий викладач, сумлінний у виконанні своїх обов'язків керівник психологічного інституту. Лекції вчений присвячував найрізноманітнішим розділам психології. Поза повним обов'язковим курсом психології він читав чисельні монографічні лекційні курси присвячені психології мислення, волі, відчуттів, педагогічній психології, психології свідчень свідків, медичній психології та огляду нових психологічних напрямків: психоаналіз, біхевіоризм та ін. Окрім гуманітарного факультету він читав психологію на правничому та медичному факультетах нашого університету. Як керівник інституту, як науковець, як викладач експериментальної психології, Мечислав Кройц у своїй діяльності дотримувався принципу наукової стислості, чіткості, виваженості, глибини в психологічному дослідженні, виступав проти поширення поверховості в проведенні експериментів, легковажності в інтерпретації результатів. Експериментальну діяльність учений проводив шляхом закладання методологічної бази в техніку психологічного експерименту. Враховуючи великий науковий доробок вченого, Рада професорів гуманітарного факультету Львівського університету (після розгляду наукового реферату про діяльність Мечислава Кройца, підготовленого професорами К. Айдукевичем, Р. Інгарденом, Б. Суходольським, вирішила звернутись до Міністерства освіти з проханням про номінацію його на посаду професора. У 1934 році він став професором надзвичайним. Як популяризатор науки психології, як викладач Львівського університету, як психолог-дослідник, професор Мечислав Кройц виховав цілу плеяду учнів, як-от: А. Бардецький, С. Томашевський, А. Левицький, Л. Витичак, Л. Аполчинова, А. Кваль.
Під впливом представників Львівсько-Варшавської філософської школи, на теренах Львівського університету, формувались психологічні погляди С. Балея, ученого світового рівня, одного з засновників західноукраїнської школи психології. У 1911 році у Львівському університеті, під керівництвом професора К. Твардовського, С. Балей здобув науковий ступінь доктора філософії. Ще за часів Першої світової війни він записується на лікарський факультет Львівського університету, після навчання у 1917—1922 роках здобуває звання «доктора усіх лікарських наук». Після цього одночасно з викладанням у філії Української Академічної гімназії у Львові, викладає філософію в Українському таємному університеті Наукову діяльність академіка С. В. Балея можна поділити на два періоди: а) український (1911—1927) та б) польський (1928—1952). Перший період починається з публікації праць у «Записках» НТШ, викладання в українських гімназіях Перемишля, Тернополя, Львова. У 20-х роках С. В. Балей разом з І. Крип'якевичем, В. Щуратом, Ф. Колессою, М. Возняком, І. Свінцицьким та іншими відомими діячами української культури викладав в Українському таємному університеті у Львові. У науковій спадщині С. В. Балея десятки праць українською, польською та німецькою мовами з медицини, психології, логіки, педагогіки, психоаналізу. Його підручники «Нарис психольогії» (1922) та «Нарис льогіки» (1923) вважаються першими підручниками з цих дисциплін, що видані українською мовою. Окрему групу його творів становлять праці з психоаналізу. В 1916 році у Львові була видана його книжка «З психольогії творчости Шевченка», в якій він аналізує особистість і творчість поета з психоаналітичних позицій. Степан Балей розвинув вчення психоаналізу, не обмежуючись ідеями З. Фрейда, а розглядаючи його ширше, схиляючись до «глибинної» психології А. Адлера і К. Г. Юнга.
Окрім вище зазначених науковців психологію у Львівському університеті досліджували і викладали С. Бляховський, А. Лєвіцький, А. Бардецький, Р. Інгарден, Т. Томашевський та інші. Проф. К. Вайс на відділі теології читав психологію, формальну і неформальну логіку, християнську філософію. Проф. К. Твардовський на філософському відділенні (разом з асистентом докт. С. Бляховскім) читав експериментальну практику з психології зорових відчуттів. Проф. К. Вайс на відділі теології читає психологію. Докт. К. Сосніцкі на лікарському відділі читає психологію. Проф. К. Твардовський на філософському відділенні (разом з асистентом докт. Т. Вітвіцкім) читає психологію. Проф. К. Твардовський на філософському відділенні (разом з асистентами М. Кройцем та В. Шавльовською) читає психологію. Проф. К. Твардовський на філософському відділенні (разом з асистентами М. Кройцем, Т. Вітвіцьким та В. Шавльовскою) читає психологію. З. Кукульскі на гуманітарному відділенні проводить виклади психології виховання, психотехніки і педагогіки. Проф. К. Твардовський на філософському відділенні (разом з асистентами Т. Вітвіцьким та Ф. Ярзевіцкою) читає психологію. Докт. філософії Р. Інгарден окрім філософії читає психологію: про предмет психології, про спостереження… . Проф. М. Кройц на філософському відділенні (разом з асистентами А. Бардецкім, Т. Томашевскім та А. Лівіцкім) читає психологію.
З 1939 р. у Львівському університеті стала функціонувати кафедра педагогіки і психології, яка отримала статус загальноуніверситетського підрозділу. У її складі певний час працювали викладачі логіки і методики викладання шкільних навчальних дисциплін. Студентів-психологів кафедра не випускала. Але у 1947 році на філологічному факультеті університету було відкрито відділення психології і логіки. То цими студентами і опікувалася кафедра педагогіки і психології. Кафедру очолював Федір Іванович Науменко. На той час на кафедрі працювало два психологи — доц. Митрофан Кіндратович Година та викладач Олександра Володимирівна Мороз. У згаданий період кафедра педагогіки і психології обслуговувала чотири факультети: філологічний, біологічний, історичний, факультет іноземних мов. Для читання деяких курсів з психології запрошувались викладачі психології з Києва (з університету та інституту психології). Так, наприклад, загальну психологію читав професор Костюк, а дитячу психологію — професор Запорожець.
З кожним наступним роком кафедра педагогіки і психології збільшувала свій штат викладачів у зв'язку з розширенням викладання педагогіки і психології на факультетах університету. У 1969 р. на кафедрі було 9 викладачів, а в 1976 році — 18 викладачів. Перший випуск відділення логіки і психології, яким опікувалася кафедра педагогіки і психології відбувся у 1952 році. Серед випускників цього відділення була Ольга Вікентіївна Неровня, яка довгий час працювала на кафедрі. Неровня Ольга Вікентіївна (12.07.1926, м. Дубно, Рівненська обл.) навчалася у Львівському державному університеті, філологічному факультеті, спеціальність — викладач логіки та психології, російської мови та літератури (1947-52). Канд. педагогічних наук, захистила дисертацію на тему «Виховання в колективі та індивідуальний підхід до виховання дитячих колоній» (1968). У 1970 році О. Неровні присвоєно звання доцента. З 1952 працює на кафедрі психології філософського факультету Львівського національного університету. Займалася вивченням проблем виховання та перевиховання неповнолітніх правопорушників. Досліджувала психологічні аспекти індивідуального підходу у навчанні, вихованні старшокласників та студентів. У 1972-82 роках керувала комісією роботи з дітьми при профкомі Львівського державного університету. У 1980 році виконує обов'язки порадника студентських груп. У 1968-76 роках була членом методичної ради по роботі з неповнолітніми правопорушниками при Міністерстві внутрішніх справ України. З 1965 по 1970 рік очолювала психолого-педагогічну секцію Львівського товариства «Знання». Основні праці: Практикум з психології (навчальний посібник для студентів університету у співавторстві з Г. Г. Биковою, Т. К. Свінчук), Про індивідуальний підхід у виховній роботі, Вопросы психологии исправления и перевоспитания заключенных (учебное пособие), Психолого-педагогічні основи лекторської майстерності (брошура). Загалом — 48 статей у різних збірниках, матеріалах конференцій, у книгах «А. С. Макаренко», які видавались у Львівському університеті. Ольга Вікентіївна зазначає, що при кафедрі були створені лабораторія технічних засобів навчання, психологічна лабораторія, був організований психолого-педагогічний семінар для викладачів вищих шкіл м. Львова, психолого-педагогічне відділення учнівської Малої Академії наук. При кафедрі був організований психологічний гурток, який потім переріс у студентське наукове психологічне товариство. У ньому брали участь студенти різних факультетів.
Психологічна лабораторія при кафедрі існувала з 1947 року. В ній проводились практичні заняття з психології і педагогіки. В лабораторії були тахістоскопи, мнемометри, естезіометри, які використовувались при дослідженні психічних процесів. Для кафедри зробили тахістоскоп на фізичному факультеті, за участю доц. М. Години. Це була дерев'яна плита з квадратним віконцем, яке відкривалось на один момент уваги, наприклад одну секунду. В лабораторії існував набір таблиць з основних тем психології і невеличка бібліотека, де зберігалася література з педагогіки і психології.
Викладачі кафедри читали базові психолого-педагогічні предмети, численні спецкурси, активно займалися науковою роботою. Члени кафедри брали участь у Міжнародному психологічному конгресі в Москві, який відбувся у 1966 році. Фото з конгресу подано внизу (у другому ряді зліва друга
доц. О. Неровня, третій доц. М. Година). У 1975 році в університетському видавництві був виданий збірник «Практикум з психології» під ред. Бикової Г. Г., яким користувались при проведенні практичних занять з психології. Кафедра стала центром вивчення та популяризації педагогічної спадщини А. С. Макаренка. До 1985 рр. було видано 11 макаренкознавчих збірників, ініціаторові цих видань доц. Ф. Науменку було присвоєно почесне звання доктора філософії Марбурзького університету в Німеччині. Кафедра мала зв'язок з вихованцями А. С. Макаренка. У Львів приїжджав Семен Калабалін (Карабанов за «Педагогічною поемою»). Часто перед студентами виступав вихованець колонії ім. Горького Олексій Явлінський.
У 1960-62 роках кафедрі було доручено взяти шефство над Львівською дитячою виховною колонією № 1, яка тоді знаходилась на вул. Кривоноса, 1. Керувала цією шефською роботою О. В. Неровня. Вона разом з доц. Науменко були членами Методичної ради з роботи з неповнолітніми правопорушниками при Міністерстві Внутрішніх справ у м. Києві. У різні роки завідувачами кафедри були Федір Науменко, Сергій Смолінський, Митрофан Година, Галина Паперна, Василь Савинець, Борис Тимохін та Лев Баїк.
У 1992 році кафедра психології була відділена від кафедри педагогіки і увійшла до складу філософського факультету. Першим завідувачем кафедри психології став М. Костицький. З 1996 року виконував обов'язки завідувача кафедри, а з 1996 року її очолював доц. І. Баклицький. З 2000 до 2003 року виконувачем обов'язків завідувача кафедри була доц. Т. Партико. З 2003 очолює кафедру психології очолює доцент С. Грабовська. Сьогодні кафедра психології за своїм штатом найбільша серед кафедр філософського факультету. На кафедрі працював професор, доктор медичних наук Борис Сергійович Мар'єнко. Викладачі кафедри підготували та читають нормативні курси, зокрема: Загальна психологія (доц. Т. Партико, доц. Г. Католик, доц. К. Островська), Історія психології (доц. С. Грабовська), Соціальна психологія (проф. Н. Гапон), Педагогічна психологія (доц. О. Неровня, доц. Д. Бородій), Експериментальна психологія (ст. викл. Г. Михальчишин), Вікова психологія (доц. Т. Партико), Інженерна психологія (ст. викл. Г. Михальчишин), Юридична психологія (доц. І. Баклицький), Медична психологія (доц. І. Галецька), Психологія управління (доц. С. Грабовська), Клінічна психологія (доц. І. Галецька), Психологія сім'ї (доц. К. Островська), Психологія спорту (асист. Н. Гребінь), Вступ до спеціальності (доц. І. Баклицький), Патопсихологія (доц. Л. Дідковська), Психіатрія (доц. Л. Дідковська), Методика викладання психології (доц. Г. Католик), Нейропсихологія (доц. І. Галецька), Психодіагностика (доц. І. Баклицький), Психологія праці (доц. І. Баклицький), Психофізіологія (доц. І. Галецька), Психологічне консультування (доц. Г. Католик), Основи психотерапії (доц. І. Галецька), Психокорекція (доц. Г. Католик), Психологія гендеру (проф. Н. Гапон), Психологія конфлікту (доц. С. Грабовська), Основи психологічної практики (ст. викл. Г. Михальчишин) та інші. Окрім того викладачі кафедри читають курси Психологія та Психологія вищої школи для студентів різних факультетів університету.
Викладачі кафедри розробили авторські програми та навчальні посібники: Грабовська С. Л. Конфлікти без насильства. — Львів: Вид. центр ЛНУ імені Івана Франка, 2003; Баклицький І. О. Психологія праці. — Львів: Вид. центр ЛНУ імені Івана Франка, 2004; Галецька І. І. Основи нейропсихології. — Львів, Вид. центр ЛНУ імені Івана Франка, 2003; Грабовська С. Л. Комунікаційний менеджмент і управління трудовими ресурсами в некомерційних організаціях. Матеріали семінару-тренінгу. — Львів, 2001; Грабовська С. Л. Розв'язання конфліктів. — Львів, 2002; Партико Т. Б. Курс загальної психології. — Львів, Вид. центр ЛНУ імені Івана Франка, 2002; Мар'єнко Б. С. Основи психопатології. — Львів, Вид. центр ЛНУ імені Івана Франка, 2006, Гапон Н. П. Соціальна психологія. — Львів, Вид. центр ЛНУ імені Івана Франка, 2007; Партико Т. Б. Загальна психологія. — К.: Вид. Дім «Ін Юре», 2008; Островська К. О. Аутизм: проблеми психологічної допомоги — Львів, Вид. центр ЛНУ імені Івана Франка, 2009, Волошок О. В., Кліманська М. Б., Штепа О. С. Практикум із психології: навчально-методичний посібник. — Львів, Вид. центр ЛНУ імені Івана Франка, 2010, Гупаловська В. А. Психологія реклами: навч. посібник. — Львів, Вид. центр ЛНУ імені Івана Франка, 2010, Католик Г. Є. Михальчишин Г. Є. Практикум з психології. — Видавничий центр ЛНУ імені Іван Франка. — Львів, 2009 та ін.
Сьогодні при кафедрі діє комп'ютерний клас, що дає можливість використовувати сучасні техніки психодіагностики та статистичної обробки емпіричних даних. Також функціонує психологічна лабораторія, в якій студенти можуть проводити психологічні дослідження. Також діє психологічна порадня для студентів і всіх працівників університету.
Кафедра випускає студентів за трьома кваліфікаційними рівнями: бакалавр, спеціаліст, магістр. Випускники кафедри психології працюють у різноманітних галузях виробництва, в медичних закладах та закладах освіти, в органах внутрішніх справ та безпеки, в армії. Частина випускників продовжує свою освіту в аспірантурі Львівського національного та Київського національного університетів, Інституті психології АПН України, Інституті соціальної та політичної психології АПН України також у Польщі, Німеччині, Англії.
Наукові інтереси працівників кафедри: вікова психологія та психологія особистості, медична і клінічна психологія; педагог. психологія і реабілітація дітей з особливими потребами, соціальна психологія та психологія гендеру, психологія праці і управління, психологія конфлікту, інженерна і експериментальна психологія. Протягом 1994—2000 р.р. викладачі працювали над колективною темою Становлення психолога-професіонала, наукове керівництво якою здійснював доц. І. Баклицький. 2001—2004 предметом досліджень кафедри була колективна тема Розвиток особистості в умовах становлення Української держави (керівник доц. Т. Партико). З 2005 по 2009 — Психологічний аналіз соціальної активності особистості (керівник С. Грабовська), з 2009 — Психологічний вимір соціального буття особистості (керівник С. Грабовська).
На кафедрі психології працює студентське науково-практичне товариство (СНТП). СНПТ провело 14 науково-практичних регіональних та міжнародних конференцій Психологічні проблеми сучасності, з 2004 р. конференція молодих вчених проводиться щорічно. Студенти-психологи беруть участь у волонтерській роботі («Телефон Довіри», «Джерело», «Відкрите серце», «Карітас», «Дорога»), а також у психотерапевтичних навчальних семінарах із гештальт-терапії, групової терапії, нейролінгвістичного програмування, психоаналізу тощо. Студенти-психологи беруть участь у міжнародних та всеукраїнських конференціях та олімпіадах різних рівнів. Опубліковано понад 120 студентських статей та тез доповідей на конференціях.
При кафедрі психології діє аспірантура зі спеціальності Загальна психологія та історія психології. За час існування кафедри переважна більшість випускників аспірантури захистили кандидатські дисертації. Випускники аспірантури І. Галецька, К. Островська, Н. Пилат, Н. Левус, В. Гупаловська, О. Волошок, М. Кліманська, Р. Карковська, А. Вовк, Ю. Верста, О. Крупська, О. Штепа, С. Чолій, Х. Турецька нині працюють на кафедрі на посадах доцентів та асистентів. Н. П. Гапон захистила дисертацію на науковий ступінь доктора філософських наук «Проблема гендеру у філософському дискурсі другої половини ХХ ст.» (2006 р.).
Кафедра щороку проводить наукові конференції різних рівнів: регіонального, всеукраїнського, міжнародного. Кафедра виступила співорганізатором Міжнародних літніх шкіл для студентів та аспірантів: Психологічний аналіз суспільних явищ (Перемишль, 2002 та Вроцлав, 2005). Кафедра співпрацює з Києво-Могилянською академією, Дрогобицьким державним педагогічним університетом ім. І. Франка, Львівським інститутом підвищення кваліфікації педагогічних працівників, Інститутом психології АПН України, Інститутом педагогіки та психології професійної освіти АПН України, Інститутом соціальної та політичної психології АПН України та ін. Кафедра плідно співпрацює з польськими психологами, зокрема. з факультетом психології Варшавського університету. Налагоджена співпраця з рядом кафедр Католицького університету (Люблін) та Інституту психології Вроцлавського університету. Виконувалися спільні наук. проекти: вивчення вимагаючої поведінки (Польща-Україна), дієвості маніпулятивних технік (Польща-Україна), вивчення психології середовища (Польща-Україна), вивчення соціальної активності особистості (Польща-Україна). Викладачі кафедри брали участь у виконанні міжнародних Українсько-Канадських проектів (Проект розвитку громадянського суспільства, 1999—2002, Конфлікти без насильства, 2001), тощо. Доц. І. Галецька є членом Європейської асоціації експериментальної соціальної психології. Доц. Грабовська С. Л. — член правління Товариства конфліктологів України. Доц. Островська К. О. організувала Центр по роботі з дітьми із загальними розладами розвитку «Відкрите серце», який працює як експериментальний майданчику кафедри психології. Асистент кафедри психології Михальчишин Г. Є. поставила роботу як філії цього центру у м. Пустомити. Викладачі кафедри психології розробили та впроваджують програму «Підготовка інклюзивного освітнього простору»: у співпраці з кафедрою педагогіки та педагогічним коледжем організовано та проведено річний семінар для викладачів університету з проблем інклюзивної освіти, проводилися курси підвищення кваліфікації для вчителів інклюзивних шкіл Львівської області та Криму, здійснюється наукове керівництво експериментом з інклюзивної освіти. З 2010 року кафедра психології активно працює в програмі «Університет третього віку», навчаючи психології людей похилого віку. Університет Третього віку створено кафедрою психології у співдружності з Університетом Третього віку Вроцлавського університету. Тепер Університет Третього віку у структурі Центру неперервної освіти Інституту післядипломної освіти та доуніверситетської підготовки ЛНУ. Викладачі кафедри (Островська К. О., Партико Т. Б., Грабовська С. Л., Левус Н. І., Штепа О. С. та інші) викладають курси, проводять практичні заняття. Слухачі відвідують лекції, ведуть волонтерську роботу, організовують конкурси, свята.

### Кафедра теорії та історії культури
Завідує — доцент Сінькевич О. Б.
Кафедра теорії та історії культури створена у 1991 році як загально університетська, з 1994 увійшла до складу філософського факультету. Очолив кафедру проф. А. В. Яртись. З 1997 по 2000 рр. кафедру очолювала проф. М. В. Кашуба. З 2000 по 2002 р. обов'язки завідувача кафедри виконувала доц. О. Б. Сінькевич. З 2002 р. на посаді завідувача перебував проф. В. П. Мельник. У 2016 р. на цю посаду було обрано доц. О. Б. Сінькевич.
У 2003 р. на філософському факультеті відкрито нову спеціальність — Культурологія, і кафедра теорії та історії культури стала випускаючою. Нині навчання відбувається за освітньо-кваліфікаційними рівнями бакалавр, магістр.
Теоретичне навчання поєднується з практичною підготовкою. На першому курсі студенти знайомляться з основами туристично-краєзнавчої діяльності, на другому проходять музейну практику. Студенти третього курсу мають можливість познайомитись з організаційно-адміністративною роботою в сфері культури, проходячи практику у відділі в справах молоді, сім'ї та спорту обласної та міської держадміністрації, Палаці естетичного виховання студентської молоді. На четвертому курсі вони мають можливість випробувати себе як викладачі в ході педагогічної практики.
Після захисту кваліфікаційної роботи випускники бакалаврату можуть продовжити навчання в магістратурі. Вони поглиблюють свої знання з актуальних проблем сучасної культурології, знайомлячись з курсами Провідні тенденції сучасного культурного розвитку, Формування нової соціокультурної реальності в Україні, Міжкультурна комунікація, Менеджмент соціокультурної діяльності, слухають ряд курсів з методики викладання культурологічних дисциплін у вищих навчальних закладах, проходять педагогічну практику. Ті, хто готується до наукової роботи, мають можливість одержати відповідну підготовку, прослухавши курси з теоретико-методологічних засад соціогуманітарного знання, культурологічного джерелознавства, філософії творчості та одержавши практичні навички науково-дослідницької роботи в ході науково-виробничої практики.
Важливе значення в організації підготовки майбутніх культурологів має науково-методичне забезпечення викладання.
Викладачі кафедри розробили комплексні програми до кожного навчального курсу, якими мали можливість користуватись студенти як методичними посібниками при підготовці до семінарських занять, колоквіумів, здачі заліків та іспитів. Згодом до цих програм додались матеріали, які відображають вимоги кредитно-модульної системи викладання, запроваджені в ході реалізації Болонського процесу.
У 2008 р. було видано посібник Культурологія: навчально-методичний комплекс. Це видання включає навчально-методичні комплекси з усіх культурологічних дисциплін, які викладаються для студентів-культурологів. Корпус навчально-методичних видань кафедри включає ряд підручників та посібників. Це, перш за все, навчальний посібник Лекції з історії світової та вітчизняної культури, підготовлений авторським колективом викладачів кафедри за редакцією проф. А. Яртися та проф. В. Мельника. Посібник, перше видання якого побачило світ у 1994 р., був доопрацьований з врахуванням набутого в процесі викладання цього курсу досвіду і перевиданий у 2005 р. У 2007 р. вийшов друком навчальний посібник Регіональна типологія культури, підготовлений доц. Т. Ярошенко. У 2009 р. було видано підготовлений доц. О. Сінькевич підручник Основи культурології. Проф. А. Яртись у співавторстві з доц. А. Васьківим у 2010 р. видали навчальний посібник Релігієзнавство. У 2010 р. видано також навчальні посібники Міфологія (доц. О. Дарморіз), Прикладна етика (доц. О. Ліщинська-Милян), Соціологія релігії (доц. Н. Король). На початку нового — 2012—2013 навчального року вийшов друком підготовлений викладачами кафедри за редакцією проф. Мельника В. П., проф.. Кашуби М. В., проф. Яртися А. В. підручник з історії української культури.
Протягом  2010—2013 років викладачі кафедри працювали над науковою темою Людина в сучасному світі: філософсько-культурологічні виміри, 2013—2015 рр. — Становлення нової соціокультурної дійсності в Україні. З грудня 2015 розпочато роботу над науковою темою Українська культура: виклики сьогодення.
У 2002 р. першим випуском започатковано періодичне наукове видання Релігієзнавчі студії. У 2005 р. видано збірник наукових статей Духовність. Культура. Нація — перший в серії культурологічних періодичних видань кафедри, який продовжено у наступні роки. У цьому ж році започатковано спільне з Західним науковим центром періодичне наукове видання  Соціогуманітарні проблеми людини.

### Кафедра теорії та історії політичної науки
Завідує — професор Денисенко В. М.
Кафедра теорії та історії політичної науки заснована у 2007 році, є складовим підрозділом філос. ф-ту. Є випускаючою кафедрою студентів спеціальності «Політологія». З 2007 року зав. каф. д-р політ. наук, проф. Денисенко Валерій Миколайович.
На кафедрі теорії та історії політичної науки працює 14 викладачів, з яких 3 професори, 8 доцентів і 3 асистенти. Викладачі кафедри мають вчені ступені: доктора політичних наук (3 викладач), кандидата філософських наук (1 викладач), кандидата політичних наук (8 викладачів).
Викладачами кафедри теорії та історії політичної науки підготовлено понад 20 курсів та спецкурсів, які мають як теоретичний, так і практичний характер. Кафедра теорії та історії політичної науки веде загальний курс «Політологія» для студентів гуманітарних факультетів університету, основні курси для студентів спеціальності «Політологія» філософського факультету: «Вступ до спеціальності», «Філософія політики», «Історія зарубіжних політичних вчень», «Історія політичної думки України», «Теорія міжнародних відносин», «Історія і теорія демократії», «Технологія політичного процесу», «Етнополітологія», «Теорія політичної системи», «Теорія систем», «Міжнародні організації».
Студенти спеціалізації «Теорія та історія політичної науки» слухають такі спецкурси: «Політологічні теорії держави», «Теорія бюрократії», «Політичні цінності», «Політична антропологія», «Український консерватизм», «Сучасні теорії модернізації», «Моделі громадянського суспільства», «Сучасні теорії глобалізації», «Європейська інтеграція», «Інтерактивні методи навчання», «Політична опозиція».
Кафедра завершила виконання двох наукових тем «Предмет політології в історії її розвитку: зміст та умови трансформації» та «Теорії політики: форми політичної рефлексії». Наукові напрямки ПК: раціоналізм та ірраціоналізм в історії політичної думки, філософія політики, політична антропологія (Денисенко В. М.); теорія та історія демократії, політичні цінності, бюрократія в системі влади та управління (Світа Г. М.); міжнародні політичні відносини (Угрин Л. Я.); історія політичної думки України, етнополітологія (Остудін В. І.); проблема формування політичної еліти в Україні (Дащаківська О. Ю.); історичні моделі політичної влади: способи адаптації до української дійсності (Сорба О. М.).
Підготовка спеціалістів ведеться за спеціалізацією «Теорія та історія політичної науки» (23.00.01). Випуск відбувається за трьома кваліфікаційними рівнями: бакалавр, спеціаліст, магістр. Студенти політологи регулярно беруть участь та виборюють призові місця на Всеукраїнських олімпіадах з політології. Студенти відділення політології є активними учасниками наукових конференцій, семінарів різних рівнів. Видається студентський науковий журнал. Випускники відділення політології працюють викладачами вузів, в органах місцевого самоврядування, політичними оглядачами газет. Частина випускників продовжує навчатися в аспірантурі ЛНУ ім. І. Франка, а також за кордоном — Польщі.
При кафедрі теорії та історії політичної науки діє денна і заочна аспірантура за спеціальністю 23.00.01 — теорія та історія політичної науки. В даний час навчається 11 аспірантів та 3 здобувачі. Діє спеціалізована наукова рада по захисту докторських (кандидатських) дисертацій зі спеціальності 23.00.01 — теорія та історія політичної науки та 23.00.02 — політичні інститути та процеси (голова ради — проф. Денисенко В. М.)
Кафедра має усталені зв'язки з провідними навчальними закладами України: Києво-Могилянською Академією, Київським національним університетом ім. Т. Г. Шевченка, Донецьким національним університетом, Ужгородським національним університетом, Інститутом політичних та етнонаціональних досліджень НАНУ, Волинським університетом ім. Л. Українки. Співпраця здійснюється в таких напрямках: проведення наукових конференцій, семінарів, рецензування авторефератів, кандидатських та докторських дисертацій, підготовка підручників та навчальних посібників, обмін навчально-методичною літературою.

### Кафедра філософії
Завідує — професор Карась А. Ф.
Викладання філософії ведеться у Львівському університеті з часу його заснування. У жовтні 1940 року утворена кафедра діалектики та історичного матеріалізму й запроваджено вивчення марксистської філософії. Також викладалися курси логіки, історії філософії та психології. У 1947–48 утворено кафедру філософії. Зав. кафедри були професори А. Брагінець, Б. Кубланов, Т. Старченко. З 1990 зав. кафедри обрано проф. А. Пашука. З 1992 відновлено філософський факультет, а кафедра стала базовою для підготовки фахівців за спеціальністю філософія.
1995 відбувся поділ кафедри на дві: філософії та історії філософії. Кафедра філософії є випускаючою. Навчання відбувається за кваліфікаційними рівнями бакалавр, спеціаліст, магістр. Випускники одержують спеціальність «Філософ. Викладач філософії».

## Інші підрозділи
Крім того, на факультеті (при кафедрах) працюють інші структурні підрозділи:

### Психологічна служба університету
Психологічна служба Львівського національного університету імені Івана Франка була створена Наказом ректора № 0-59 від 8.12.2010 р. з метою підвищення ефективності навчально-виховного процесу засобами практичної психології, захисту психічного здоров'я усіх його учасників, а також гуманізації стосунків у студентських та викладацьких колективах.
Основні форми роботи Психологічної служби:
- Індивідуальні психологічні консультації;
- Пізнавальні зустрічі на психологічну тематику;
- Соціально-психологічні тренінги;
- Тестування особистісних якостей;
- Співпраця з порадниками академічних груп;
- Проведення актуальних психологічних досліджень;
- Навчально-просвітницька робота із студентами-майбутніми психологами.[1]

Контакти Психологічної Служби Львівського національного університету імені Івана Франка
Адреса: вул. Дорошенка, 41, географічний факультет, 3 поверх, ауд. 103.
Телефони:
 (з 9.00 до 18.00 з понеділка по п'ятницю)
 (з 9.00 до 18.00 з понеділка по п'ятницю)
Соціальні мережі — найсвіжіша інформація завжди тут:
https://www.facebook.com/psysluzhba.lnu/
https://www.facebook.com/art.psy.lnu/?__mref=message_bubble

### Навчальна лабораторія при кафедрі психології
Навчальна лабораторія при кафедрі психології — це підрозділ філософського факультету ЛНУ ім. І. Франка, що слугує практичному освоєнню та навчанню студентів-психологів, а також популяризації психології та психотерапії як таких. Підрозділ заснований у 2010 році, активно функціонує з 2011 року.
Як структура ЛНУ ім. І. Франка, лабораторія першочергово фокусується на проблемах студентів Львівського національного університету імені Івана Франка. Проте з метою популяризації нашого університету та кафедри психології студенти інших університетів, учні львівських шкіл (потенційні студенти кафедри психології), працюючі особи, які зацікавлені в розвитку себе в психологічній тематиці, також можуть стати учасником наших відкритих лекцій (за умови попередньої реєстрації).
Одними з основних цілей навчальної лабораторії є урізноманітнення, розширення та надання практичного значення навчальному процесу з психології, а також надання молоді сучасні актуальні психологічні знання. 
Основні напрямки діяльності:
1. Проведення просвітницької роботи з метою популяризації професійної психології та психотерапії серед студентів, молоді;
2. Співучасть в організації наукових конференцій, круглих столів, семінарів і т. д.
3. Організація платформи для реалізації професійних майстерень для молодих психологів (майстерня тренінгу, психодіагностична майстерня тощо)
4. Демонстрація науково-популярних та документальних психологічних фільмів в рамках Психологічного КіноКлубу.
5. Профорієнтаційна робота з студентами.
6. Організація відкритих лекцій для студентів з практикуючими психологами та психотерапевтами.

Соціальні мережі — про розвиток та діяльність навчальної лабораторії, а також інформацію про найактуальніші події, Ви можете дізнатися за наступними посиланнями:
http://www.psylab.franko.lviv.ua/
https://www.facebook.com/psylab.lnu/
https://vk.com/psy_laboratory

## Науково-видавнича діяльність

### Вісники

#### Вісник Львівського національного університету. Серія: психологічні науки
Відомості про членів редколегії періодичного друкованого наукового фахового видання «Вісник Львівського університету. Серія психологічні науки»
| №  | Прізвище, ім'я, по батькові      | Основне місце роботи                                                                         | Посада                                                              | Науковий ступінь, вчене звання                                       | Обов'язки у складі редколегії      |
| 1  | Островська Катерина Олексіївна   | Львівський національний університет імені Івана Франка                                       | Професор кафедри психології                                         | Доктор психологічних наук, професор                                  | Головний редактор                  |
| 2  | Грабовська Софія Леонідівна      | Львівський національний університет імені Івана Франка                                       | Завідувач кафедри психології                                        | Кандидат філософських наук, професор                                 | Заступник головного редактора      |
| 3  | Жигайло Наталія Ігорівна         | Львівський національний університет імені Івана Франка                                       | Професор кафедри менеджменту                                        | Доктор психологічних наук, професор                                  | Заступник головного редактора      |
| 4  | Перун Марія Богданівна           | Львівський національний університет імені Івана Франка                                       | Асистент кафедри психології                                         | Кандидат психологічних наук                                          | Відповідальний секретар редколегії |
| 5  | Гапон Надія Павлівна             | Львівський національний університет імені Івана Франка                                       | Професор кафедри психології                                         | Доктор філософських наук, професор                                   | Член редколегії                    |
| 6  | Квас Олена Валеріївна            | Львівський національний університет імені Івана Франка                                       | Професор кафедри психології                                         | Доктор педагогічних наук, професор                                   | Член редколегії                    |
| 7  | Кизименко Леонід Дмитрович       | Львівський національний університет імені Івана Франка                                       | Професор кафедри психології                                         | Доктор біологічних наук, професор                                    | Член редколегії                    |
| 8  | Максименко Сергій Дмитрович      | Інститут психології імені Г. С. Костюка, Національної Академії педагогічних наук України     | Директор Інституту психології імені Г. С. Костюка                   | Доктор психологічних, професор, академік НАПН України                | Член редколегії                    |
| 9  | Слюсаревський Микола Миколайович | Інститут соціальної та політичної психології Національної академії педагогічних наук України | Директор Інституту соціальної та політичної психології НАПН України | Кандидат психологічних наук, член-кореспондент НАПН України          | Член редколегії                    |
| 10 | Васютинський Вадим Олександрович | Київський національний університет імені Тараса Шевченка                                     | Завідувач кафедри соціальної психології                             | Доктор психологічних наук, професор                                  | Член редколегії                    |
| 11 | Гуфлейт-Лукасік Мірослава        | Варшавський університет (Польща)                                                             | Кафедра психології та психотерапії                                  | Доктор габілітований гуманітарних наук у галузі психології, ад'юнкт  | Член редколегії                    |
| 12 | Карпенко Зіновія Степанівна      | Прикарпатський національний університет імені Василя Стефаника                               | Завідувач кафедри педагогічної і вікової психології                 | Доктор психологічних наук, професор                                  | Член редколегії                    |
| 13 | Шульженко Діна Іванівна          | Національний педагогічний університет імені Михайла Драгоманова                              | Професор кафедри психопедагогіки                                    | Доктор психологічних наук, професор                                  | Член редколегії                    |
| 14 | Бартошевський Якуб               | Вища гуманістично-економічна школа в Сєрадзі (Польща)                                        | Професор суспільно-економічних студій                               | Доктор гуманітарних наук                                             | Член редколегії                    |
| 15 | Кобилярек Александер             | Вроцлавський національний університет                                                        | Професор кафедри педагогіки                                         | Доктор гуманітарних наук                                             | Член редколегії                    |
| 16 | Лєвіцка Марія                    | Варшавський університет (Польща                                                              | Професор кафедри соціальної психології факультету психології        | Доктор габілітований гуманітарних наук в галузі психології, професор | Член редколегії                    |
| 17 | Сосновський Титус                | Варшавський університет                                                                      | Керівник лабораторії психофізіології факультету психології          | Доктор габілітований гуманітарних наук у галузі психології, професор | Член редколегії                    |
| 18 | Москалець Віктор Петрович        | Прикарпатський національний університет імені Василя Стефаника                               | Завідувач кафедри загальної психології                              | Доктор психологічних наук, професор                                  | Член редколегії                    |
| 19 | Титаренко Тетяна Михайлівна      | Інститут соціальної і політичної психології АПН України                                      | Завідувач лабораторії соціальної психології особистості             | Доктор психологічних наук, професор, член-кореспондент АПН України   | Член редколегії                    |
| 20 | Хазратова Нігора Вікторівна      | Національний університет «Львівська політехніка»                                             | Професор кафедри теоретичної та практичної психології               | Доктор психологічних наук, доцент                                    | Член редколегії                    |
| 21 | Вірна Жанна Петрівна             | Східноєвропейський національний університет імені Лесі Українки                              | Декан факультету психології                                         | Доктор психологічних наук, професор                                  | Член редколегії                    |
| 22 | Партико Тетяна Борисівна         | Львівський національний університет імені Івана Франка                                       | Професор кафедри психології                                         | Кандидат психологічних наук, доцент                                  | Член редколегії                    |
| 23 | Карковська Руслана Ігорівна      | Львівський національний університет імені Івана Франка                                       | Доцент кафедри психології                                           | Кандидат психологічних наук, доцент                                  | Член редколегії                    |
| 24 | Дідковська Лариса Іванівна       | Львівський національний університет імені Івана Франка                                       | Доцент кафедри психології                                           | Кандидат психологічних наук, доцент                                  | Член редколегії                    |
| 25 | Бородій Дана Іванівна            | Львівський національний університет імені Івана Франка                                       | Доцент кафедри психології                                           | Кандидат психологічних наук, доцент                                  | Член редколегії                    |
| 26 | Галецька Інна Іванівна           | Львівський національний університет імені Івана Франка                                       | Доцент кафедри психології                                           | Кандидат психологічних наук, доцент                                  | Член редколегії                    |

Контактна інформація
Редакційна колегія «Вісник ЛНУ. Серія: Психологічні науки» приймає статті до розгляду відповідальному секретареві Перун Марії Богданівні